# Michał Helik
Michał Helik (Chorzów, 9 settembre 1995) è un calciatore polacco, difensore dell'Oxford Utd.

## Carriera

### Club
Cresciuto nel Ruch Chorzów, il 9 giugno 2017, dopo aver collezionato 50 presenze totali con il club della sua città natale, passa al KS Cracovia, con cui firma un triennale con opzione.

### Nazionale
Il 25 marzo 2021 esordisce con la Polonia in occasione del 3-3 contro l'Ungheria.

## Statistiche

### Presenze e reti nei club
Statistiche aggiornate al 21 dicembre 2019.
| Stagione            | Squadra             | Campionato          | Campionato | Campionato | Coppe nazionali | Coppe nazionali | Coppe nazionali | Coppe continentali | Coppe continentali | Coppe continentali | Altre coppe | Altre coppe | Altre coppe | Totale | Totale |
| Stagione            | Squadra             | Comp                | Pres       | Reti       | Comp            | Pres            | Reti            | Comp               | Pres               | Reti               | Comp        | Pres        | Reti        | Pres   | Reti   |
| ------------------- | ------------------- | ------------------- | ---------- | ---------- | --------------- | --------------- | --------------- | ------------------ | ------------------ | ------------------ | ----------- | ----------- | ----------- | ------ | ------ |
| 2013-2014           | Ruch Chorzów        | EK                  | 8          | 0          | CP              | 0               | 0               | -                  | -                  | -                  | -           | -           | -           | 8      | 0      |
| 2014-2015           | Ruch Chorzów        | EK                  | 18         | 1          | CP              | 0               | 0               | UEL                | 4                  | 0                  | -           | -           | -           | 22     | 1      |
| 2015-2016           | Ruch Chorzów        | EK                  | 0          | 0          | CP              | 0               | 0               | -                  | -                  | -                  | -           | -           | -           | 0      | 0      |
| 2016-2017           | Ruch Chorzów        | EK                  | 20         | 0          | CP              | 0               | 0               | -                  | -                  | -                  | -           | -           | -           | 20     | 0      |
| Totale Ruch Chorzów | Totale Ruch Chorzów | Totale Ruch Chorzów | 46         | 1          |                 | 0               | 0               |                    | 4                  | 0                  |             | -           | -           | 50     | 1      |
| 2017-2018           | KS Cracovia         | EK                  | 32         | 8          | CP              | 2               | 0               | -                  | -                  | -                  | -           | -           | -           | 34     | 8      |
| 2018-2019           | KS Cracovia         | EK                  | 32         | 0          | CP              | 2               | 1               | -                  | -                  | -                  | -           | -           | -           | 34     | 1      |
| 2019-2020           | KS Cracovia         | EK                  | 11         | 0          | CP              | 2               | 0               | UEL                | 2                  | 0                  | -           | -           | -           | 15     | 0      |
| Totale KS Cracovia  | Totale KS Cracovia  | Totale KS Cracovia  | 75         | 8          |                 | 6               | 1               |                    | 2                  | 0                  |             | -           | -           | 83     | 9      |
| Totale carriera     | Totale carriera     | Totale carriera     | 121        | 9          |                 | 6               | 1               |                    | 6                  | 0                  |             | -           | -           | 133    | 10     |

### Cronologia presenze e reti in nazionale
| Cronologia completa delle presenze e delle reti in nazionale ― Polonia | Cronologia completa delle presenze e delle reti in nazionale ― Polonia | Cronologia completa delle presenze e delle reti in nazionale ― Polonia | Cronologia completa delle presenze e delle reti in nazionale ― Polonia | Cronologia completa delle presenze e delle reti in nazionale ― Polonia | Cronologia completa delle presenze e delle reti in nazionale ― Polonia | Cronologia completa delle presenze e delle reti in nazionale ― Polonia | Cronologia completa delle presenze e delle reti in nazionale ― Polonia |
| Data                                                                   | Città                                                                  | In casa                                                                | Risultato                                                              | Ospiti                                                                 | Competizione                                                           | Reti                                                                   | Note                                                                   |
| ---------------------------------------------------------------------- | ---------------------------------------------------------------------- | ---------------------------------------------------------------------- | ---------------------------------------------------------------------- | ---------------------------------------------------------------------- | ---------------------------------------------------------------------- | ---------------------------------------------------------------------- | ---------------------------------------------------------------------- |
| 25-3-2021                                                              | Budapest                                                               | Ungheria                                                               | 3 – 3                                                                  | Polonia                                                                | Qual. Mondiali 2022                                                    | -                                                                      | 34’ 58’                                                                |
| 31-3-2021                                                              | Londra                                                                 | Inghilterra                                                            | 2 – 1                                                                  | Polonia                                                                | Qual. Mondiali 2022                                                    | -                                                                      | 54’                                                                    |
| 1-6-2021                                                               | Breslavia                                                              | Polonia                                                                | 1 – 1                                                                  | Russia                                                                 | Amichevole                                                             | -                                                                      |                                                                        |
| 5-9-2021                                                               | Serravalle                                                             | San Marino                                                             | 1 – 7                                                                  | Polonia                                                                | Qual. Mondiali 2022                                                    | -                                                                      |                                                                        |
| 8-9-2021                                                               | Varsavia                                                               | Polonia                                                                | 1 – 1                                                                  | Inghilterra                                                            | Qual. Mondiali 2022                                                    | -                                                                      | 80’                                                                    |
| 9-10-2021                                                              | Varsavia                                                               | Polonia                                                                | 5 – 0                                                                  | San Marino                                                             | Qual. Mondiali 2022                                                    | -                                                                      |                                                                        |
| 12-10-2021                                                             | Tirana                                                                 | Albania                                                                | 0 – 1                                                                  | Polonia                                                                | Qual. Mondiali 2022                                                    | -                                                                      | 90+2’                                                                  |
| Totale                                                                 |                                                                        | Presenze                                                               | 7                                                                      |                                                                        | Reti                                                                   | 0                                                                      |                                                                        |

## Palmarès

### Club

#### Competizioni nazionali
- Coppa di Polonia: 1

KS Cracovia: 2019-2020